# ستيف ماكنيتشولاس
ستيف ماكنيتشولاس (بالإنجليزية: Steve McNicholas)‏ (من مواليد 11 أغسطس 1955)، هو مخرج إنجليزي وملحن وممثل وراقص. عمل في مستر بين كما شارك في كتابة فيلم إيماكس 2002 نبض: A ستومب أوديسي والفيلم 3D وايلد أوشن، وغيرها.

## وصلات خارجية
- ستيف ماكنيتشولاس على موقع IMDb (الإنجليزية)
- ستيف ماكنيتشولاس على موقع ميوزك برينز (الإنجليزية)
- ستيف ماكنيتشولاس على موقع قاعدة بيانات الفيلم (الإنجليزية)